# Four banal

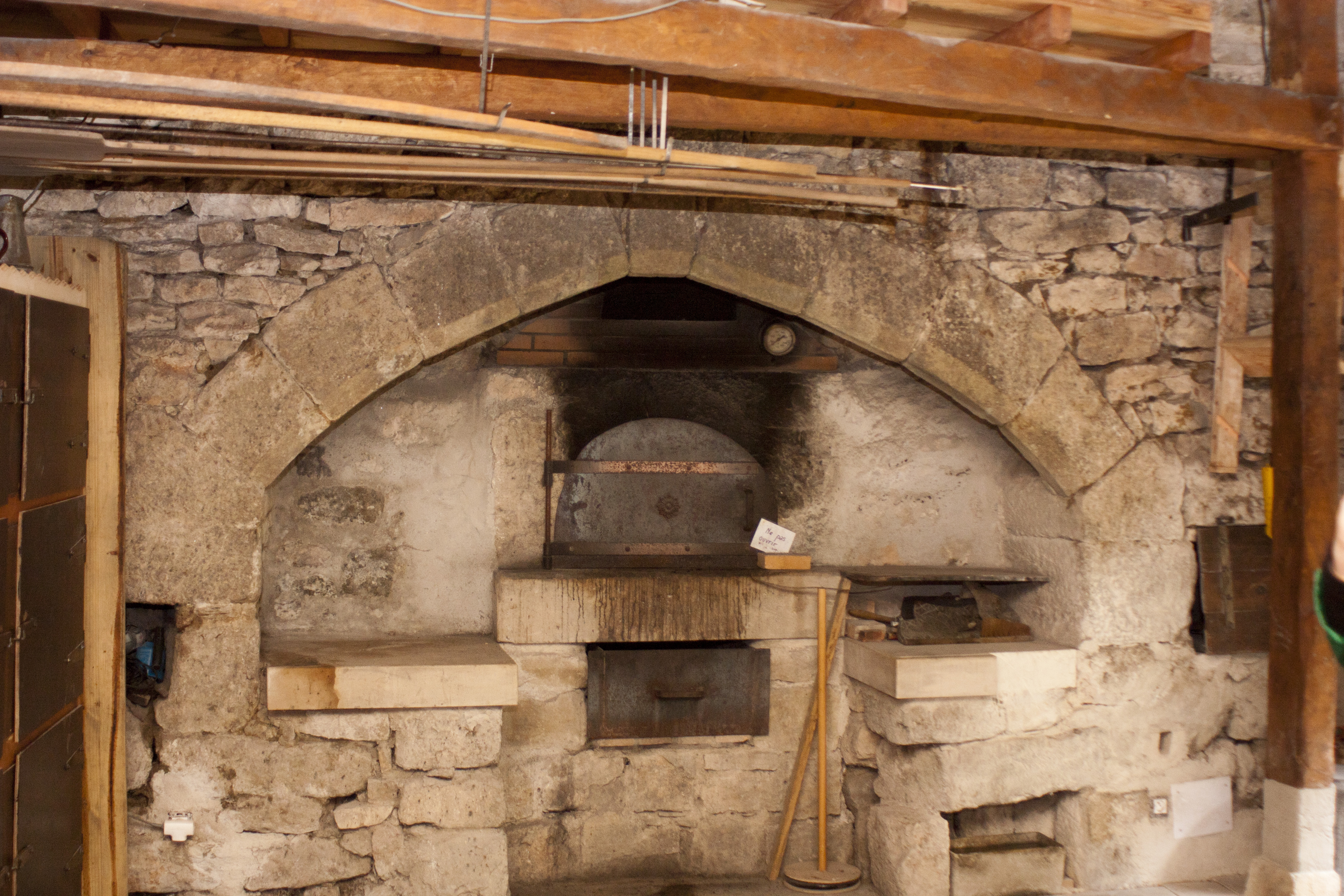
Four banal, restauré et fonctionnel.

Le four banal est un four à bois mis à disposition des habitants par le seigneur, comme le pressoir banal ou le moulin banal. 
Le seigneur en impose l’usage à ses sujets et perçoit une redevance sur chaque utilisation.

## Définitions
- Four : « Ouvrage de maçonnerie voûté, comportant une ouverture à l'avant, dans lequel on fait cuire le pain, la pâtisserie, etc. »[2].
- Banal : «  Qui appartient au seigneur et dont l’usage est imposé à ses sujets moyennant redevance »[3].

### Étymologie
Le mot « ban » provient du vieux germain « banna » qui signifie « commandement ».

## Histoire
La construction des banalités faisait appel à des connaissances techniques et exigeait une importante durabilité, ce qui impliquait des dépenses importantes. Les habitants n’avaient donc pas les moyens de construire un four, un moulin, ou un pressoir. 
Ces constructions essentielles sont présentes dans chaque village. Durant les combats, les banalités étaient endommagées par les assaillants. Les réparations, longues ou inachevées privaient la seigneurie de ressources économiques et alimentaires.
Plus tard avec l’accord du seigneur, certains bourgeois fabriquèrent des fours chez eux. Les habitants continuaient de verser une redevance au seigneur mais pouvaient accéder au four plus régulièrement. 
Les différentes taxes, dont le ban, disparaîtront progressivement jusqu’à cesser d’exister après la Révolution française. Les fours banaux deviendront des fours communaux mais leur utilisation perdurera plusieurs siècles.

## Fonctionnement
Le four banal est une possession du seigneur qu’il met à disposition de l’ensemble des habitants moyennant une taxe appelée « le ban ». Initialement, l’ensemble de la seigneurie est dans l’obligation d’utiliser le four banal et ne peut en construire un autre. En contre-partie, le seigneur doit entretenir le four et le chemin pour y accéder.
C’est un grand four à bois en briques réfractaires généralement affermé au boulanger ou au fournier (personne responsable du four, qui gère la chauffe et les cuissons. On trouvait des boulangers en ville, mais à la campagne on trouvait plutôt des fourniers). Les habitants viennent y faire cuire leur pain à tour de rôle pour une semaine ou deux.

## Années 2000 en France
De nombreux fours banaux ont été détruits mais d’autres sont encore préservés aujourd’hui. La plupart des fours conservés proviennent de l’entreprise Terrassier, un fabricant de matériaux réfractaires au XIXe siècle. Certains villages ont entretenu ce bien depuis plusieurs siècles, d’autres ont conservé les vestiges et rénovent le four du village.
La rénovation des anciens fours banaux est réalisée par des particuliers, des associations ou des entreprises.

## En Suisse
Dans le canton du Valais, et dans les vals d'Anniviers et d'Hérens en particulier subsistent des fours banaux. Notamment à Eison Saint Martin, Saint-Luc, Chippis, Grimentz. Ils sont administrés par la bourgeoisie locale.